# Джузеппе Джаккардо
Джузеппе Джаккардо, бл. Тімотео Джаккардо, (італ. Giuseppe Timoteo Giaccardo) (13 червня 1896 року —  24 січня 1948 року) —  італійський священик і пауліст (ССП), перший священик і перший генеральний вікарій Товариства Святого Павла, блаженний Римо-католицької церкви. 

## Біографія
Народився 13 червня 1896 року в Нарцоле на півночі Італії в сім'ї фермерів. Був релігійною людиною з дитинства, і його перші плани стати священиком з’явилися у 7 років. В досягненні цієї мети молодому Джузеппе допоміг блаженному Яків Альберіоне, пізніше засновник Товариства Святого Павла (паулістів), який на той час виконував функцію духівника у семінарії в Альбі. У 1917 році Джузеппе Джаккардо вирішив приєднатися до хлопців, зосереджених навколо о. Альберіоне.
8 грудня 1917 року разом з трьома іншими паулістами склав приватні обітниці, під час яких взяв ім’я Тимотео. 19 жовтня 1919 року був висвячений на священика, ставши таким чином першим священиком Товариства Святого Павла. У 1926 році о. Яків Альберіоне відправив його до Риму, щоб заснувати перший паулістський філіал. У 1926 році повернувся в Альбу, щоб зайняти посаду настоятеля Монашого Дому.
Сприяв покликанню Учениць Божественного Вчителя (PDDM) в єпархії Альби, відокремлених від Згромадження Сестер Дочок Святого Павла (паулісток). Відбулось це урочисто 3 квітня 1947 року у Великий четвер у храмі св. Павла в Альбі.
Джузеппе Джаккардо помер 24 січня 1948 року в Альбі у віці 51 року, напередодні свята навернення святого Павла.
Іван Павло ІІ проголосив його блаженним 22 жовтня 1989 року, і в цей день відзначається його літургічний спомин.